# Piazza Odessa
La Piazza Odessa (in ucraino Одеська площа?, Odes'ka plošča) è una delle piazze di Kiev, situata nel quartiere Teremky, nel distretto di Holosiïv. Essa prende il nome dalla città portuale ucraina di Odessa. In questo slargo finisce la Kil'ceva doroha (Кільцева дорога, "strada ad anello"), un asse che connette la periferia occidentale della città con quella meridionale, dove c'è uno spazio pubblico minore.

## Storia

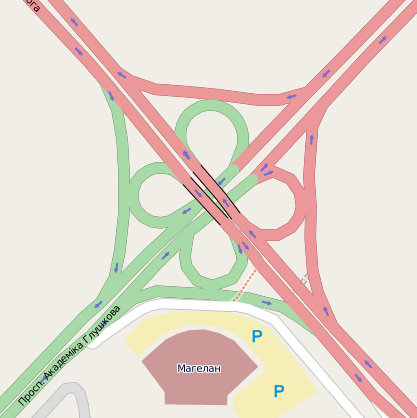
Una mappa della piazza.

La piazza nacque nel 1970 con il nome di "Piazza Nuova" (in ucraino Нова́ пло́ща?, Nova plošča). Il nome odierno le fu dato nel 1976 in quanto si trova all'uscita per l'autostrada che porta ad Odessa. In realtà la zona non è una piazza vera e propria, essendo un interscambio di trasporto e non uno spazio pubblico aperto.
Tra il 1975 e il 1976, il toponimo "Piazza Odessa" era stato dato ad un incrocio simile, attualmente senza nome, che si trova tra il prospekt Volodymyra Ivasjuka  (in ucraino Проспект Володимира Івасюка?, "viale Volodymyr Ivasjuk"), già prospket Heroïv Stalingrada (in ucraino проспект Героїв Сталінграда?, "viale degli Eroi di Stalingrado"), e il prospekt Stepana Bandery (in ucraino проспект Степана Бандери?, "viale Stepan Bandera").

## Trasporti
La piazza è raggiungibile attraverso le stazioni Teremky e Ipodrom della metropolitana di Kiev e attraverso le linee degli autobus 56 e 75.